# Spigelia colimensis
Spigelia colimensis är en tvåhjärtbladig växtart som beskrevs av Francisco Javier Fernández Casas. Spigelia colimensis ingår i släktet Spigelia och familjen Loganiaceae. Inga underarter finns listade i Catalogue of Life.